# 2020年ベラルーシ大統領選挙
2020年ベラルーシ大統領選挙（2020ねんベラルーシだいとうりょうせんきょ、ベラルーシ語: Прэзідэнцкія выбары ў Беларусі 2020 года）は、2020年8月9日にベラルーシで行われた大統領選挙である。

## 概要
投票に先立つ2020年7月14日、現職のアレクサンドル・ルカシェンコを含む5名の立候補がベラルーシ中央選挙管理委員会によって認められた。有力候補とされていた元銀行頭取のビクトル・ババリコは、マネーロンダリング（資金洗浄）などを理由として出馬が認められなかった。
8月9日に投票が実施され、翌10日にベラルーシ中央選挙管理委員会はルカシェンコが約80%にも上る得票で6選を確実にしたとの暫定結果を発表した。しかし、首都ミンスクでは選挙結果を認めない市民により抗議デモが発生。治安部隊と衝突したことで、デモ参加者2人が亡くなり、約7000人が逮捕される事態になった。

## 選挙結果
| 候補者                   | 候補者                           | 所属政党                 | 得票数    | 得票率 |
| ------------------------ | -------------------------------- | ------------------------ | --------- | ------ |
|                          | アレクサンドル・ルカシェンコ     | 無所属                   | 4,661,075 | 80.10% |
|                          | スヴャトラーナ・ツィハノウスカヤ | 無所属                   | 588,622   | 10.12% |
|                          | アンナ・カノパツカヤ             | 無所属                   | 97,489    | 1.67%  |
|                          | アンドレイ・ドミトリエフ         | 無所属                   | 70,671    | 1.20%  |
|                          | セルゲイ・チェレチェニ           | ベラルーシ社会民主党     | 66,613    | 1.14%  |
|                          | 全候補に反対                     | 全候補に反対             | 267,360   | 4.59%  |
| 総計                     | 総計                             | 総計                     | 5,751,830 | 100.0% |
| 有効票数（有効率）       | 有効票数（有効率）               | 有効票数（有効率）       | 5,751,830 | 98.85% |
| 無効票・白票数（無効率） | 無効票・白票数（無効率）         | 無効票・白票数（無効率） | 67,125    | 1.15%  |
| 投票総数（投票率）       | 投票総数（投票率）               | 投票総数（投票率）       | 5,818,955 | 84.17% |
| 棄権者数（棄権率）       | 棄権者数（棄権率）               | 棄権者数（棄権率）       |           | 15.83% |
| 有権者数                 | 有権者数                         | 有権者数                 | 6,904,649 | 100.0% |
| 出典：中央選挙管理委員会 |                                  |                          |           |        |